# Permission to Dance on Stage

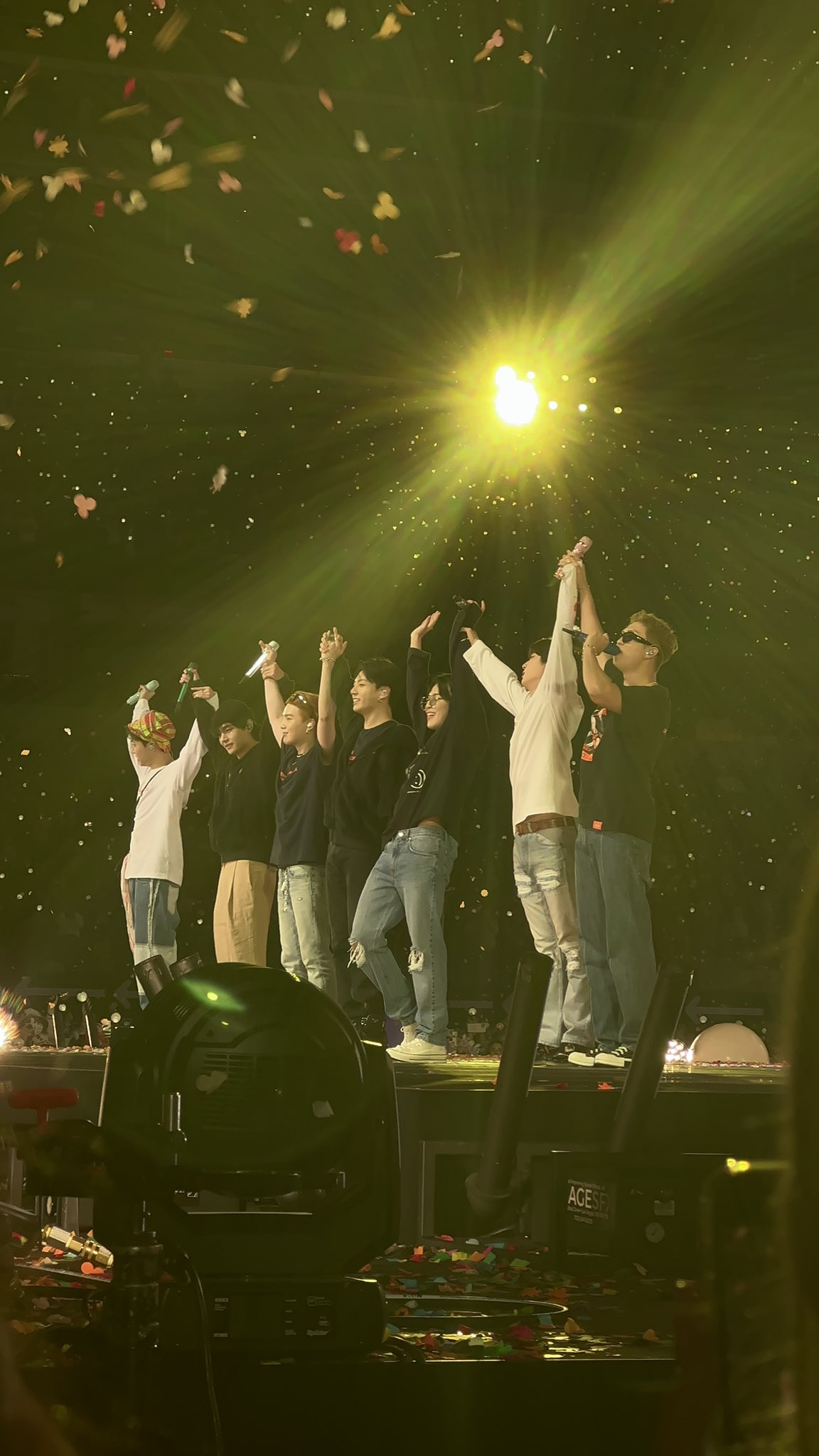
BTS trong ngày thứ 2 của buổi hòa nhạc Permission to Dance on Stage.

Permission to Dance On Stage là một chuỗi các buổi hòa nhạc của nhóm nhạc nam Hàn Quốc BTS. Do các hạn chế của COVID-19 đối với việc tụ tập và đi lại, chuỗi chương trình bao gồm các buổi biểu diễn tại sân vận động có và không có khán giả trực tiếp tham dự thay cho chuyến lưu diễn hòa nhạc truyền thống.

## Bối cảnh
Tháng 1 năm 2020, BTS công bố 4 chặng diễn với 39 buổi diễn cho Map of the Soul Tour, nhưng kế hoạch sau cùng đã bị hủy bỏ vào tháng 8 do sự không chắc chắn xuất phát từ đại dịch COVID-19. Sau đó, nhóm tổ chức Map of the Soul ON:E, ban đầu bao gồm sự hiện diện của người hâm mộ ngoại tuyến và phát trực tuyến trả tiền cho mỗi lần xem, nhưng vé xem cho sự kiện trực tiếp cũng bị hủy trước buổi diễn vào tháng 10 năm 2020. Với tư cách là nhóm nhạc lưu diễn có doanh thu cao nhất năm 2019, nhóm đã bày tỏ sự thất vọng và buồn bã về việc họ không thể tổ chức buổi hòa nhạc trực tiếp với sự góp mặt của những người hâm mộ. Đến năm 2021, mức độ nghiêm trọng của đại dịch và các hạn chế sau đó được thay đổi rất nhiều từ quốc gia này sang quốc gia khác và từ thành phố này sang thành phố khác, điều này thúc đẩy họ và công ty của họ xem xét về việc kết hợp các buổi biểu diễn của họ theo những hình thức cho phép họ tích cực giao lưu với người hâm mộ dưới dạng sự kiện trực tiếp và trực tuyến.
Ngày 15 tháng 9 năm 2021, BTS công bố một buổi hòa nhạc trực tuyến được tổ chức vào ngày 24 tháng 10 tại sân vận động Olympic Seoul. Bất chấp sức chứa 80.000 người của địa điểm, chương trình được tổ chức dưới dạng trả tiền cho mỗi lần xem, chỉ phát sóng sự kiện trực tuyến do các hạn chế về đại dịch cho các sự kiện trực tiếp trong nước. Cuối tháng đó, nhóm công bố 4 buổi hòa nhạc ở nước ngoài được tổ chức tại Hoa Kỳ tại sân vận động SoFi mới được xây dựng ở Inglewood, California, được tổ chức lần lượt vào ngày 27 và 28 tháng 11; 1 và 2 tháng 12. Các chương trình sẽ đánh dấu buổi biểu diễn trực tiếp đầu tiên của ban nhạc trước khán giả trực tiếp kể từ chuyến lưu diễn thế giới Love Yourself: Speak Yourself của họ vào năm 2019.

## Buổi diễn

### Permission to Dance on Stage tại sân vận động Olympic Seoul
Ngày 24 tháng 10, nhóm biểu diễn tại sân vận động Olympic Seoul, địa điểm tổ chức buổi hòa nhạc cuối cùng trên sân vận động của họ vào năm 2019. Do chấn thương bắp chân trong buổi diễn tập một ngày trước đó, thành viên V không tham gia vào bất kỳ vũ đạo nào, nhưng biểu diễn khi ngồi trên sân khấu. Để nâng cao trải nghiệm ảo, Big Hit đã bổ sung thêm các tính năng cho phép khán giả trực tuyến xem chương trình từ 6 góc độ thời gian thực khác nhau và sử dụng lớp phủ cho các hiệu ứng và văn bản bổ sung. Buổi hòa nhạc trực tuyến được phát trực tuyến ở 197 quốc gia.

### Permission to Dance on Stage ở Los Angeles

#### Thương mại
Theo Billboard, Permission to Dance On Stage—LA ghi nhận doanh thu phòng vé lớn nhất cho bất kỳ nghệ sĩ nào trong gần 1 thập kỷ, thu về 33,3 triệu USD từ 214.000 vé bán ra và khiến 4 đêm diễn của BTS ở sân vận động SoFi trở thành địa điểm có doanh thu cao nhất năm 2021 kể từ khi các sân vận động mở cửa trở lại. Đây là chương trình có doanh thu lớn nhất tại một địa điểm kể từ năm 2012 khi Roger Waters của Pink Floyd thu được 38 triệu USD từ hơn 9 buổi diễn tại Estadio River Plate ở Buenos Aires, Argentina; doanh thu lớn nhất ở Hoa Kỳ trong 18 năm; doanh thu cao nhất từ trước đến nay ở California; cao thứ hai trong lịch sử Billboard Boxscore ở Bắc Mỹ chỉ sau 10 buổi diễn thu về 38,7 triệu USD của Bruce Springsteen tại sân vận động Giants ở New Jersey; và chương trình có doanh thu tốt thứ sáu trong lịch sử Billboard Boxscore. Ngoài ra, các chương trình đánh dấu lần đầu tiên một nghệ sĩ không sử dụng tiếng Anh vượt hơn 20 và 30 triệu USD trong một buổi hòa nhạc — trước đó, ca sĩ người Mexico Luis Miguel từng giữ kỷ lục này với 19,3 triệu USD từ 30 buổi diễn tại Auditorio Nacional ở thành phố Mexico vào năm 2006. BTS còn là nghệ sĩ thứ bảy trong lịch sử kiếm được hơn 30 triệu USD chỉ trong một chương trình, bên cạnh Waters, Springsteen, U2, Grateful Dead, Take That và Spice Girls.

#### Đánh giá chuyên môn
Nhà phê bình Mary Siroky từ Consequence mô tả các buổi hòa nhạc ở LA là "4 đêm diễn của niềm vui thuần khiết", "cảm giác như một lễ hội âm nhạc nhỏ", viết rằng đó là "khoảnh khắc đoàn tụ giữa BTS và những ARMY yêu quý của họ" và "một trải nghiệm phải tận mắt chứng kiến mới có thể tin được". Ấn phẩm đã xếp buổi hòa nhạc vào danh sách 12 chương trình trực tiếp xuất sắc nhất năm 2021.

## Lịch trình
| Tên                                          | Ngày              | Thành phố | Quốc gia | Địa điểm                                      | Người tham dự                        | Doanh thu      | Nguồn         |
| -------------------------------------------- | ----------------- | --------- | -------- | --------------------------------------------- | ------------------------------------ | -------------- | ------------- |
| BTS Permission to Dance On Stage             | 24 tháng 10, 2021 | Seoul     | Hàn Quốc | Sân vận động Olympic Seoul Weverse            | TBA                                  | TBA            | [ 15 ]        |
| BTS Permission to Dance On Stage - LA        | 27 tháng 11, 2021 | Inglewood | Hoa Kỳ   | Sân vận động SoFi / YouTube Theatre / Weverse | 813.000 (214.000 / 18.000 / 581.000) | 33.300.000 USD | [ 16 ] [ 17 ] |
| BTS Permission to Dance On Stage - LA        | 28 tháng 11, 2021 | Inglewood | Hoa Kỳ   | Sân vận động SoFi / YouTube Theatre / Weverse | 813.000 (214.000 / 18.000 / 581.000) | 33.300.000 USD | [ 16 ] [ 17 ] |
| BTS Permission to Dance On Stage - LA        | 1 tháng 12, 2021  | Inglewood | Hoa Kỳ   | Sân vận động SoFi / YouTube Theatre / Weverse | 813.000 (214.000 / 18.000 / 581.000) | 33.300.000 USD | [ 16 ] [ 17 ] |
| BTS Permission to Dance On Stage - LA        | 2 tháng 12, 2021  | Inglewood | Hoa Kỳ   | Sân vận động SoFi / YouTube Theatre / Weverse | 813.000 (214.000 / 18.000 / 581.000) | 33.300.000 USD | [ 16 ] [ 17 ] |
| BTS Permission to Dance On Stage - Seoul     | tháng 3 năm 2022  | Seoul     | Hàn Quốc | TBA                                           | TBA                                  | TBA            | [ 18 ]        |
| BTS Permission to Dance On Stage - Las Vegas | 8 tháng 4, 2022   | Las Vegas | Hoa Kỳ   |                                               |                                      |                |               |
| BTS Permission to Dance On Stage - Las Vegas | 9 tháng 4, 2022   | Las Vegas | Hoa Kỳ   |                                               |                                      |                |               |
| BTS Permission to Dance On Stage - Las Vegas | 15 tháng 4, 2022  | Las Vegas | Hoa Kỳ   |                                               |                                      |                |               |
| BTS Permission to Dance On Stage - Las Vegas | 16 tháng 4, 2022  | Las Vegas | Hoa Kỳ   |                                               |                                      |                |               |

## Danh sách tiết mục
Đây là danh sách của buổi hòa nhạc trực tuyến ngày 24 tháng 10 năm 2021. Nó không đại diện cho tất cả các chương trình trong chuỗi buổi hòa nhạc.
1. "On"
2. "Fire"
3. "DNA"
4. "Dope"
5. "Blue & Grey"
6. "Black Swan"
7. "Blood Sweat & Tears"
8. "Fake Love"
9. "Life Goes On"
10. "Boy with Luv"
11. "Dynamite"
12. "Butter
13. "Airplane Pt. 2"
14. "Silver Spoon"
15. "Disease"
16. "Telepathy"
17. "Stay"
18. "So What"
19. "I Need U"
20. "Save Me
21. "Idol"

Encore
1. "Epilogue: Forever Young"
2. "Spring Day"
3. "Permission to Dance"

Ghi chú

- Ngày 27 tháng 11 năm 2021, phần encore có "We Are Bulletproof: The Eternal" và "Answer: Love Myself" thay cho "Young Forever" và "Spring Day".
- Ngày 28 tháng 11 năm 2021, phiên bản remix của "Butter" được biểu diễn với khách mời đặc biệt Megan Thee Stallion và "I'm Fine" được biểu diễn thay cho "I Need U".[19]
- Ngày 1 tháng 12 năm 2021, phần encore có "Answer: Love Myself" thay cho "Young Forever".
- Ngày 2 tháng 12 năm 2021, phần encore có "Home" và "Mikrokosmos" thay cho "Young Forever" và "Spring Day", trong khi "My Universe" được biểu diễn với khách mời đặc biệt là Chris Martin của Coldplay sau "Permission to Dance".[20]